# نوار المحمود
نوار علي المحمود سياسي بحريني. يشغل حاليا عضوية مجلس الشورى منذ 2014.

## السيرة
ولد المحمود في العاصمة المنامة. حصل على بكالوريوس إدارة الأعمال من جامعة الإمارات العربية المتحدة – العين عام 1982 وماجستير في إدارة الأعمال من جامعة غلامورغن البريطانية عام 2000.
عمل أخصائي شؤون الموظفين بمؤسسة نقد البحرين من 1982 إلى 1983. ثم عمل محلل مالي أول بوزارة المالية والاقتصاد الوطني من 1983 إلى 1992. ثم عمل رئيس الشؤون المالية بالأمانة العامة لمجلس الشورى من 1993 إلى 2002 ثم ترقى إلى أمين عام مساعد للموارد البشرية والمالية والخدمات بالأمانة العامة لمجلس النواب من 2002 إلى 2006 ثم ترقى إلى أمين عام مجلس النواب من 2006 إلى 2014. تم تعيينه عضوا في مجلس الشورى من ديسمبر 2014.